# Wheatley (Arkansas)
Wheatley é uma cidade localizada no estado americano de Arkansas, no Condado de St. Francis.

## Demografia
Segundo o censo americano de 2000, a sua população era de 372 habitantes.
Em 2006, foi estimada uma população de 342, um decréscimo de 30 (-8.1%).

## Geografia
De acordo com o United States Census Bureau, a localidade tem uma área de 8,2 km², sem área coberta por água. Wheatley localiza-se a aproximadamente 64 m acima do nível do mar.

## Localidades na vizinhança
O diagrama seguinte representa as localidades num raio de 24 km ao redor de Wheatley.